# الجمعية الدولية لمعالجة المعلومات
الاتحاد الدولي لمعالجة المعلومات (IFIP) هو منظمة عالمية للباحثين والمهنيين العاملين في مجال تكنولوجيا المعلومات والاتصالات (ICT) لإجراء البحوث وتطوير المعايير وتعزيز تبادل المعلومات.
تم تأسيس IFIP في عام 1960 تحت رعاية اليونسكو، وهي معترف بها من قبل الأمم المتحدة وتربط حوالي 50 جمعية وطنية ودولية وأكاديمية علمية بعضوية إجمالية تزيد عن نصف مليون محترف. يقع مقر IFIP في لاكسنبورغ، النمسا، وهي منظمة غير حكومية غير هادفة للربح.

## نظرة عامة
يتم تنسيق أنشطة IFIP من قبل 13 لجنة فنية (TCs) يتم تنظيمها في أكثر من 100 مجموعة عمل (WGs)، وتجمع ما يزيد عن 3500 من المتخصصين والباحثين في مجال تكنولوجيا المعلومات والاتصالات من جميع أنحاء العالم لإجراء البحوث وتطوير المعايير وتعزيز تبادل المعلومات. تغطي كل لجنة فنية جانبًا معينًا من الحوسبة والتخصصات ذات الصلة، على النحو المفصل أدناه.
يعزز IFIP بشكل نشط مبدأ الوصول المفتوح والإجراءات التي يمتلك IFIP حقوق الطبع والنشر لها متاحة إلكترونيًا عبر مكتبة IFIP الرقمية المفتوحة الوصول.
إن تنزيل المقالات من المكتبة الرقمية المفتوحة ليس مجانيًا فحسب، بل على عكس الناشرين التجاريين والمنظمات المهنية الأخرى، لا تفرض رسومًا على مؤلفي مقالات الوصول المفتوح للنشر في المكتبة الرقمية.
يمكن لمنظمي المؤتمرات وورش العمل الذين يفضلون الإجراءات المطبوعة الاستفادة من الاتفاقية بين IFIP و سبرينجر ونشر إجراءاتهم كجزء من التقدم IFIP في سلسلة تكنولوجيا المعلومات والاتصالات (AICT) أو في سلسلة محاضرات في علوم الكمبيوتر (LNCS). الإجراءات التي نشرتها سبرينجر في سلسلة LNCS و AICT التابعة لـ IFIP سيتم تضمينها في المكتبة الرقمية في IFIP بعد فترة حظر مدتها ثلاث سنوات.
من الأنشطة الهامة للجان الفنية IFIP تنظيم ورعاية المؤتمرات وورش العمل عالية الجودة في مجال تكنولوجيا المعلومات والاتصالات. تكون الرعاية بشكل عام في شكل جوائز أفضل أوراق (BPA) أو منح سفر الطلاب (STG). لمساعدة منظمي المؤتمرات وورش العمل، لدى IFIP مرافق لاستضافة مواقع المؤتمرات الإلكترونية ودعم أنظمة إدارة المؤتمرات مثل JEMS، والتي تتضمن وظائف التصدير التي تتكامل بسهولة مع المكتبة الرقمية الخاص بـ IFIP.